# María Eugenia Galván Antillón
María Eugenia Galván Antillón (México D.F., México; 1 de agosto de 1949) es una abogada y política chihuahuense miembro del Partido Acción Nacional. Fue diputada federal a la LVIII Legislatura del Congreso de la Unión de México y actualmente es Comisionada Estatal para la Protección contra Riesgos Sanitarios de Chihuahua.

## Biografía
Nacida en México D.F. el 1 de agosto de 1949, a temprana edad emigró con su familia a la ciudad de Chihuahua, Chihuahua en donde cursó la primaria, secundaria y preparatoria en el Instituto Femenino de Chihuahua o Colegio del Sagrado Corazón de Jesús y en 1966 emigró a Roma, Italia en donde estudió historia del arte y filosofía en la Universidad Pontificia de Santo Tomás de Aquino. En 1967 volvió a Chihuahua en donde inició sus estudios en derecho en la Universidad Autónoma de Chihuahua, graduándose de estos en 1972.
De 1968 a 1970 fue maestra del Instituto Femenino de Chihuahua y de 1976 a 2006 en la Facultad de Derecho de la Universidad Autónoma de Chihuahua donde fue miembro de los consejos técnico y universitario en varias ocasiones.
Galván Antillón empezó a participar en el Partido Acción Nacional de manera activa en los años 80, resultando así, luego de la victoria de Luis H. Álvarez a la Presidencia Municipal de Chihuahua en las elecciones de 1983, designada por este como directora del departamento de Gobernación del ayuntamiento de Chihuahua, cargo en el que duró hasta 1986, al término de la administración.
Posteriormente, a la llegada de Francisco Barrio Terrazas a la gubernatura de Chihuahua en 1992, este la designó directora del Registro Público de la Propiedad y del Comercio del Estado de Chihuahua y en 1993 pasó a ser directora del Instituto Chihuahuense de la Salud y para 1994 se afilió formalmente al PAN y fue designada Secretaria de Salud de Chihuahua, cargo en el que duró hasta el término de la administración en 1998.

En el 2000 fue incluida por la Coalición "Alianza por el Cambio" conformada por los partidos Acción Nacional y Verde Ecologista de México dentro de la lista de candidatos a diputados plurinominales, resultando finalmente electa diputada para la LVIII Legislatura del 2000 al 2003. Dentro de la Cámara de Diputados formó parte de las comisiones de Salud, Equidad y Género, Especial para dar Seguimiento a las Investigaciones relacionadas con los homicidios de las mujeres perpetrados en Ciudad Juárez, Chihuahua y Puntos Constitucionales.
Su hijo, Guillermo Federico, quien fuese coordinador de delegaciones federales en el Estado de Chihuahua, falleció en un accidente automovilístico en la Ciudad de México el 14 de noviembre de 2011, después de haber asistido a los funerales de Francisco Blake Mora. En 2016 su hija, María Eugenia fue elegida la primera mujer alcaldesa del Municipio de Chihuahua para el periodo 2016-2018. Ese mismo año fue designada Comisionada Estatal para la Protección contra Riesgos Sanitarios de Chihuahua por nombramiento del gobernador Javier Corral Jurado.